# Нестанак леди Френсис Карфакс
„Нестанак леди Френсис Карфакс” (енгл. The Disappearance of Lady Frances Carfax) је једна од 56 приповедака о Шерлоку Холмсу које је написао Артур Конан Дојл. Једна је од осам прича у циклусу сакупљеном као Његов последњи подвиг (1917), и једна од ретких прича у којима већим делом радње доктор Вотсон мора да делује сам и да да све од себе, док је Холмс остављен у позадини. Први пут је објављена у британском часопису The Strand Magazine, као и америчком часопису The American Magazine у децембру 1911. године.

## Радња
Шерлок Холмс шаље др Вотсона у Лозану да истражи нестанак леди Френсис Карфакс, пошто је он сам превише заузет у Лондону. Леди Френсис је усамљена, неудата жена којој је ускраћено богато наследство због њеног пола. Међутим, она са собом носи вредне драгуље. Такође има обичај да сваке друге недеље пише својој старој гувернанти, госпођици Добни, али последњих пет недеља од ње није било ни речи. Напустила је хотел Насионал у Лозани из непознатог разлога. Њене последње две банковне трансакције биле су чекови, један за плаћање хотелског рачуна, а други у износу од 50 фунти њеној слушкињи, госпођици Мари Девин.
У Швајцарској, Вотсон сазнаје да је леди Френсис остала у хотелу Насионал неколико недеља, али је онда изненада отишла у журби једног дана. Само један сведок је могао да предложи објашњење, везано за крупног, брадатог човека који ју је стално прогањао. Такође се испоставља да је собарица леди Френсис напустила свој посао, иако се не зна зашто.
Вотсон сазнаје где је леди Френсис отишла и распитује се у хотелу у Баден-Бадену, у Немачкој. Тамо је остала две недеље и упознала пар описан као др Шлезинџер, реконвалесцентни мисионар и проучавалац Библије из Јужне Америке, и његову супругу. Леди Френсис је отишла са њима пре три недеље у Лондон и од тада се ништа није чуло о њој. Вотсон такође сазнаје да је крупни брадати човек, „дивљак”, дошао пре недељу дана да је тражи. Вотсон шаље телеграм Холмсу о његовом напретку, и зачудо, Холмс му тражи опис левог уха др Шлезинџера. Вотсон верује да Холмс покушава да се нашали са њим, али он је заправо озбиљан.
Вотсон посећује Мари Девин, бившу собарицу, у Монпељеу, у Француској, и испоставља се да је њено предстојеће венчање разлог зашто је напустила посао леди Френсис. Сума од 50 фунти је била свадбени поклон. Она такође сматра да је брадати човек био разлог што је њена бивша господарица напустила Лозану. Био је прилично груб човек. Током овог интервјуа, Мари види управо тог човека на улици. Вотсон изјури и захтева да зна ко је он и шта је урадио са леди Френсис. Долази до туче и Вотсон је скоро задављен. Локални радник прекида тучу својом батином, а брадати човек се повлачи. Тада се испоставља да је радник заправо прерушени Холмс, који предлаже да Вотсон са њим пође у Лондон, и иронично примећује да нема грешке коју Вотсон није успео да почини у овој истрази.
Пре одласка, међутим, Холмс испитује некога. То је брадати човек, часни Филип Грин, стари удварач леди Френсис. Он уистину тражи леди Френсис, али и даље жели да освоји њено срце. Као млађи човек, упркос томе што је био син славног адмирала, није био богат. Сада када је стекао богатство у Јужној Африци нада се да ће га она видети другачије, али он је и даље прилично груб и очигледно је да га леди Френсис не жели. Холмс му препоручује да се врати у Лондон.
Када се Холмс и Вотсон врате у Улицу Бејкер 221б, Холмс чита телеграм из Баден-Бадена о левом уху др Шлезинџера—„назубљеном или искиданом”. Ово потврђује Холмсову сумњу да је др Шлезинџер у ствари „Свети” Хенри Питерс, опаки нитков из Аустралије (његова ушна ресица је одгрижена у барској тучи). Право име његове такозване супруге је Ени Фрејзер. Он вара младе жене тако што се поиграва њиховим религиозним уверењима, као што је то урадио са леди Френсис. Ово је Холмсу сугерисало његов прави идентитет. Холмс верује да је леди Френсис у Лондону и да је врло вероватно мртва, или ако није, на неки начин затворена.
Потрага делује безнадежна. Полиција прати познате сараднике, Холмс поставља огласе у нади да ће нешто сазнати, али ништа се не дешава. Затим, једна залагаоница извештава да је неко ко одговара Шлезинџеровом опису заложио привезак који је веома сличан ономе који је у власништву леди Френсис. Дао је лажну адресу, али ово даје Холмсу оно што му треба. Он тражи од Грина да чека у залагаоници, знајући да ће Хенри Питерс желети да заложи још накита. Потребно је неколико дана, али није разочаран. Његова жена се овог пута појављује да заложи одговарајући привезак, а Грин је прати, прво до погребника, где затиче Питерсову жену како разговара о „необичној” наруџбини, а касније до адресе у Брикстону. Посматра кућу и види како неки људи испоручују ковчег.
Холмс пише Грину поруку и шаље га до полиције да донесе налог. У међувремену, Холмс и Вотсон одлазе прво код погребника да се распитају за сахрану — сутрадан је у осам сати — а затим у Брикстон где захтевају да виде др Шлезинџера. Када уђе, у недостатку налога, Холмс је приморан да прибегне сили да претресе Питерсову кућу. Проналази ковчег, а дубоко у њему је мала, малаксала, веома стара, мртва жена. То свакако није леди Френсис. Питерс објашњава да је то стара медицинска сестра његове жене. Полиција долази и говори Холмсу и Вотсону да морају да оду. Питерс ликује због Холмсовог очигледног понижења.
Дан се завршава очигледним неуспехом. Ништа сумњиво се не може наћи у вези са домаћинством, не стиже налог, а Холмс и Вотсон се враћају у Улицу Бејкер. Холмс не спава те ноћи, радије размишљајући о случају.
Коначно, рано следећег јутра, Холмс схвата шта се дешава. Он и Вотсон журе у Брикстон и постарају се да се ковчег не извади из куће да би отишао на сахрану. Одврћу поклопац ковчега и унутра проналазе леди Френсис, хлороформирану. Питерс и његова супруга, иако довољно непоштени да би киднаповали неког и украли драгуље, били су превише гадљиви да би директно извршили убиство. Вотсон успева да је поврати, а Питерсови беже. Примедба коју је Грин чуо код погребника помогла је Холмсу да закључи истину. Жена је тамо причала о необичном ковчегу, а Холмс се тада сетио и да је то био превише велики ковчег за једну веома малу жену, а идеја је била да се прибаве неопходна правна документа за старицу, а затим „легитимише” сахрана ковчега у коме би се налазила два тела.

## Историја објављивања
Приповетка је објављена у британском часопису The Strand Magazine, као и америчком часопису The American Magazine у децембру 1911. године. Прича је објављена са пет илустрација Алека Бола у часопису The Strand, и са пет илустрација Фредерика Дора Стила у часопису The American Magazine. Уврштен је у збирку кратких прича Његов последњи подвиг која је објављена у Уједињеном Краљевству и САД у октобру 1917. године.

## Адаптације

### Филм и телевизија
- Прича је 1923. искоришћена у филмском серијалу са Еје Норвудом у главној улози.[4]
- Прича је такође адаптирана 1965. године као део серије Шерлок Холмс у којој је насловну улогу тумачио Даглас Вилмер, док су у осталим улогама били Најџел Сток као Вотсон, Џос Екланд као Филип Грин, Питер Маден као инспектор Лестрад и Роналд Рад као др Шлисинџер.[5]
- Епизода серије Авантуре Шерлока Холмса са Џеремијем Бретом у главној улози није у потпуности верна оригиналној причи. Радња се у потпуности одвија у Лејк дистрикту у Енглеској, где доктор на одмору често виђа леди (и њеног прогонитеља Филипа Грина) у хотелу пре њеног нестанка.[6]
- Назив приче и основна тема о нестанку леди (у адаптираној верзији нестанак вредне гитаре) коришћени су као основа за епизоду ТВ серије Елементарно, „ Балада о леди Френсис”.[7]

### Радио
- Едит Мејзер је адаптирала ову приповетку као епизоду америчке радио-серије Авантуре Шерлока Холмса. Епизода је емитована 24. септембра 1931. са Ричардом Гордоном у улози Шерлока Холмса и Лијем Ловелом као др Вотсоном.[8]
- Радио адаптација Мејзерове такође је емитована у америчкој радио-серији Нове авантуре Шерлока Холмса 14. децембра 1941. (са Бејзилом Ратбоном као Холмсом и Најџелом Брусом као Вотсоном).[9] Драматизација приче емитована је 26. фебруара 1945. (опет са Ратбоном и Брусом),[10] у адаптацији Дениса Грина.[11] Још једна адаптација емитована је 28. марта 1948. (са Џоном Стенлијем као Холмсом и Алфредом Ширлијем као Вотсоном).[12]
- Причу је за BBC радио 1960. адаптирао Мајкл Хардвик, као део радио серије из 1952–1969. у којој су глумили Карлтон Хобс као Холмс и Норман Шели као Вотсон.[13]
- Адаптација је објављена 1971. у коме су глумили Роберт Харди као Холмс и Најџел Сток као Вотсон. Драматизовали су је и продуцирали Мајкл Хардвик (који је адаптирао радио драматизацију BBC-ја исте приче из 1960) и Моли Хардвик. Била је то једна у низу аудио драматизација неколико прича о Шерлоку Холмсу које су првобитно објављене као дуге плоче (по једна прича са сваке стране) са ознаком Discourses.[14][15]
- Адаптација је емитована на BBC радију 1978. са Баријем Фостером у улози Холмса и Дејвидом Баком као Вотсоном.[16]
- Приповетка је драматизована за BBC Radio 4 током 1994. године од стране Питера Линга као део радио-серије из 1989–1998. у којој су глумили Клајв Мерисон као Холмс и Мајкл Вилијамс као Вотсон, са Џеком Клафом као часним Филипом Грином и Стивеном Торном у улози инспектора Лестрада.[17]
- Године 2011, прича је адаптирана за радио као епизода Класичних авантура Шерлока Холмса, серије у америчкој радио-емисији Imagination Theatre, са Џоном Патриком Лоуријем као Холмсом и Лоренсом Албертом као Вотсоном.[18]

### Позориште
- Прича је обезбедила део изворног материјала за представу Повратак Шерлока Холмса из 1923. године.[19]